# Clemens Brocken
C.M.A. (Clemens) Brocken (21 oktober 1948) is een Nederlands politicus van het CDA.
Hij was docent bedrijfseconomie aan de faculteit Bedrijfskunde van de Technische Universiteit Eindhoven. In die tijd was hij ook gemeenteraadslid in Eindhoven voor het CDA. Later werd Brocken wethouder in Eindhoven voor hij in 1992 benoemd werd tot burgemeester van de toenmalige Limburgse gemeente Maasbree. In 2003 volgde zijn benoeming tot burgemeester van Brunssum. Brocken ging op 1 januari 2013 vervroegd met pensioen en werd als Brunssums burgemeester opgevolgd door  Luc Winants.